# Citroën DS3
De Citroën DS3 (in het Frans uitgesproken: déesse trois, déesse betekent godin) is een personenauto, gemaakt door het Franse concern PSA. De eerste generatie was het eerste model dat gepresenteerd wordt in de DS (Different Spirit) serie. Een eerste indicatie van de auto werd onthuld begin 2009 als de Citroën DS Inside. In navolging op het succes van de DS3 bracht Citroën de jaren erna eerst de DS4 en de DS5 uit.
Vanaf 2015 is dit een type van het nieuwe merk DS Automobiles dat is afgesplitst van Citroën.

## Eerste generatie: DS3

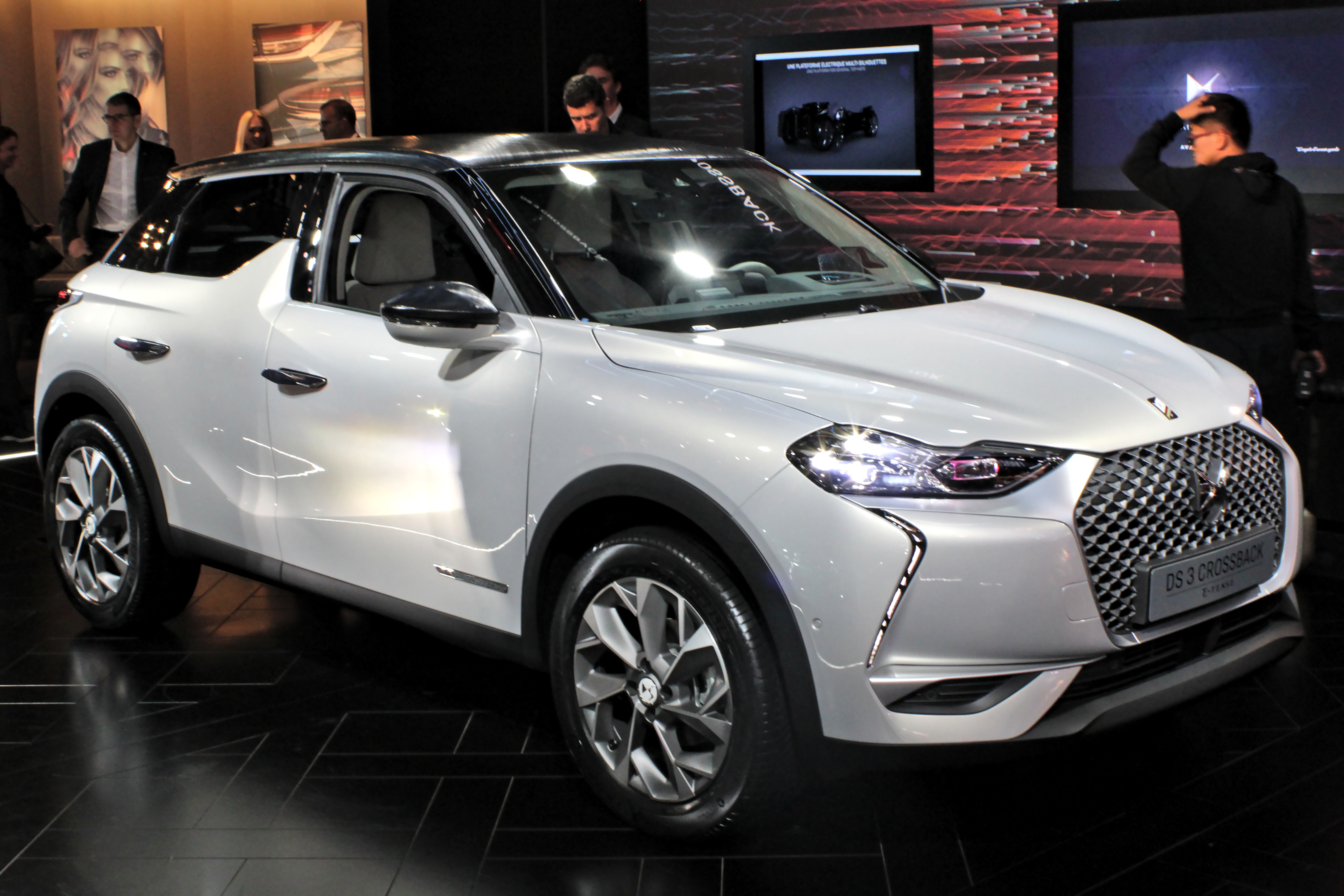
DS3 Crossback E-Tense, tijdens de Paris Motor Show 2018

In 2010 werd de DS3 door Top Gear Magazine verkozen als auto van het jaar 2010, en speelde de auto ook een rol in de video van Pixie Lotts nummer Broken Arrow. In juni 2011 maakte Citroën bekend dat de auto 100.000 keer verkocht is.
De DS3-R, de sportieve versie van de auto, gaat de basis vormen voor de nieuwe World Rally Car van Citroën in het Wereldkampioenschap rally, in het seizoen 2011. Hiervan werd ook een straat-versie gemaakt. Dit is de Citroën DS3 Racing, met 207 pk.
In 2018 werden alle motorvarianten vervangen door nog slechts een benzinemotor, een PureTech 110 pk met een door schakelflippers achter het stuur bediende EAT6-automaat.

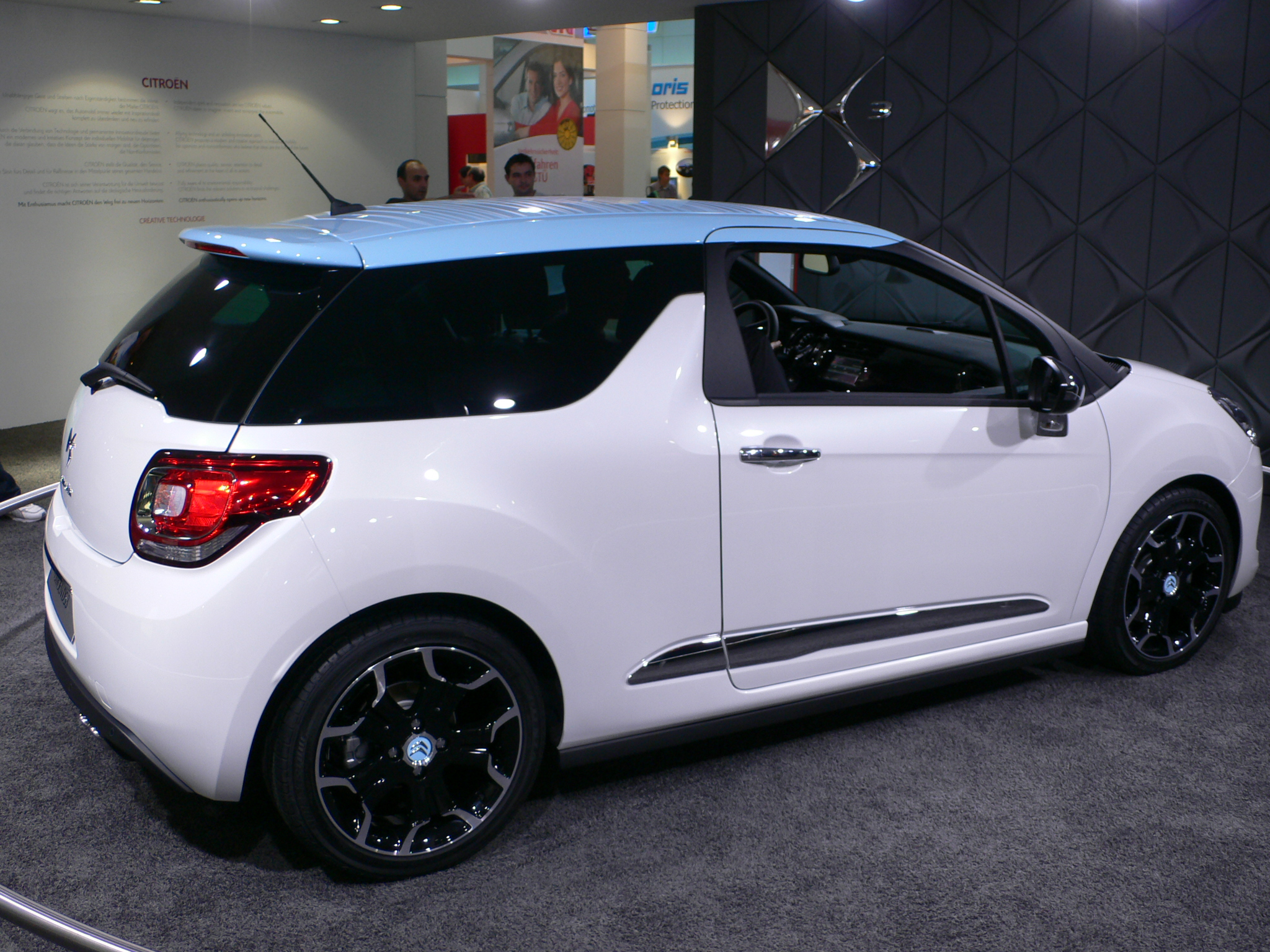
Citroën DS3 met two-tone lak
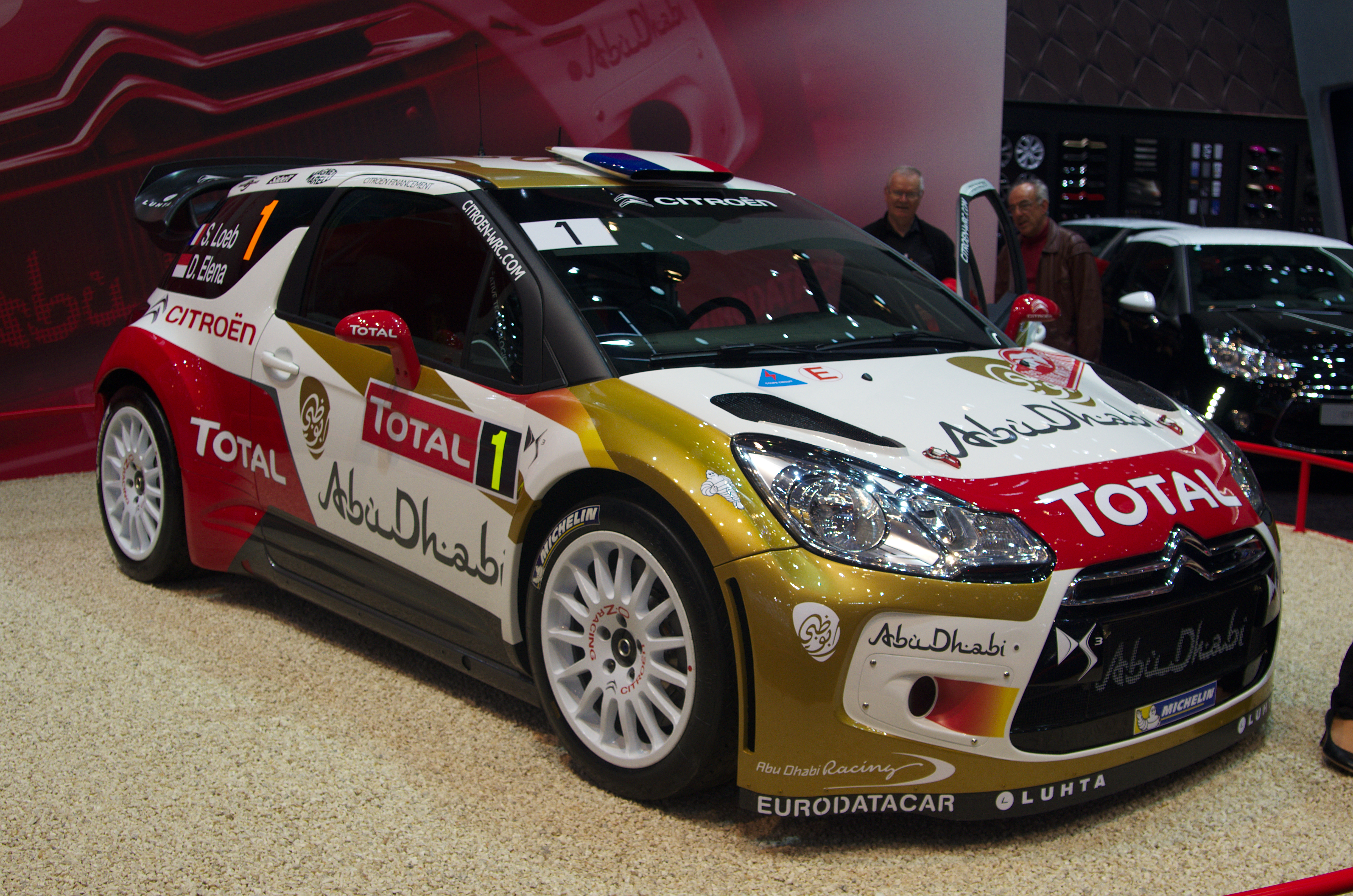
Citroën DS3 WRC

## Tweede generatie: DS3 Crossback
Begin 2019 kwam de DS3 Crossback, een SUV-achtige uitvoering van de DS3, op de markt die leverbaar is met een 115 pk 3-cilinder benzinemotor, een 110 pk 4-cilinder dieselmotor of een elektromotor van 136 pk en de variant E-Tense.
In september 2022 kreeg de wagen een facelift en veranderde de naam terug in DS 3.